# Ján Kadár
Ján Kadár (Boedapest, 1 april 1918 – Los Angeles, 1 juni 1979) was een Slowaaks filmregisseur.
Ján Kadár werkte gedurende 17 jaar samen met zijn Tsjechische collega Elmar Klos. Samen wonnen ze in 1965 de Oscar voor beste buitenlandse film met de prent Het winkeltje aan het corso. Na de Praagse Lente mochten de twee regisseurs geen films meer maken in Tsjecho-Slowakije. Kadár emigreerde vervolgens naar de Verenigde Staten en ging daar als regisseur aan de slag. Zijn Amerikaanse oeuvre oogstte internationaal echter minder succes dan de films uit zijn periode in Tsjecho-Slowakije. 

## Filmografie (selectie)
- 1952: Únos
- 1955: Hudba z Marsu
- 1957: Tam na konečné
- 1958: Tři přání
- 1963: Smrt si říká Engelchen
- 1964: Obžalovaný
- 1965: Obchod na korze
- 1969: Touha zvaná Anada
- 1970: The Angel Levine
- 1975: Lies My Father Told Me
- 1977: The Other Side of Hell